# Кирил Катански
Преподобни Кирил је био епископ катански, у Сицилији. Родом је из Антиохије. Кирил је био ученик апостола Петра. Хришћани верују да је имао и дар чудотворства помоћу молитве. Такође верују да је неку горку воду, која се није могла пити - а у том месту друге воде у лето није било - молитвом претворио у слатку, пијаћу воду.
Српска православна црква слави га 21. марта по црквеном, а 3. априла по грегоријанском календару.